# Schiller
Schiller — електронний музичний проєкт Крістофера фон Дейлена, німецького музиканта, композитора і продюсера. Гурт названий в честь поета Фрідріха Шиллера. Schiller виграв премію ECHO в 2002 році за найкращий танцювальний сингл року «Dream of You» (з Петер Хеппнер). Schiller розпродав понад 7 мільйонів дисків в усьому світі.

## «My name is Cchristopher von Deylen— and I am Schiller.»
Натхненний електронною класикою (Жан-Мішель Жарр, Tangerine Dream і Kraftwerk), фон Дайлен створює своєрідні звуки, випереджаючи час. Звучання Schiller дивовижним чином поєднує минуле і сьогодення. Вражаюча емоційна електронна музика, яку фани і преса у всьому світі називають «глобальний поп». «Музика, яка перевертає все у вас всередині», — каже Майк Олдфілд про композиції фон Дайлена.
Гурт Schiller був заснований в Гамбурзі в 1998 році Крістофером фон Дейленом і Мірко фон Шліфеном. Їхній перший сингл Glockenspiel був випущений цього ж року. Сингл потрапив в Top 25 німецького чарту продажів і знаходився там протягом трьох місяців. Наступний сингл «Liebesschmerz» потрапив на 24 позицію в Top. «Glockenspiel» стала однією з найпопулярніших композицій в клубах 1998 року, а кліп став найпопулярнішим кліпом на німецькому каналі Viva. Потім відбувся випуск їх першого альбому «Zeitgeist» («Time Spirit») в 1999 році. Другий студійний альбом колективу «Weltreise» («World Trip») був заснований на двомісячній подорожі Дейлена з його батьком з Лондона до Пекіна.
Фон Дейлен и фон Шліфен мали творчі розходження, і після цього фон Шліфен покинув гурт. Крістофер фон Дейлен продовжує свою творчість в Schiller один. У 2005 році виходить його альбом «Tag und Nacht», який він створював вже без участі фон Шліфена. Він виявився навіть різноманітнішим, в музиці відчувається, що Крістофер подорослішав творчо. Альбом «Tag und Nacht» отримує декілька нагород.
П'ятий альбом Шиллера, «Sehnsucht» («Бажання») був анонсований в грудні 2007 і пізніше був випущений 22 лютого 2008 року. «Sehnsucht» був одночасно випущений в двох форматах і в трьох виданнях, а саме:
- Обмежене супер делюкс видання на трьох дисках з двох CD і одного DVD. Понад 30 нових пісень з вокалістами включаючи Kim Sanders і Jette von Roth які співпрацювали з Шиллером в минулому, а також Клаус Шульце, Ana Torroja, Деспіна Ванді, Ben Becker, Xavier Naidoo. На DVD містяться кадри з концерту Шиллера в Києві.
- Обмежене видання яке складається з одного аудіо диску і DVD

12 березня 2010 року був випущений шостий студійний альбом «Atemlos», який був написаний під враженням експедиції в Арктику.
23 листопада 2012 року розпочався новий концертний тур Schiller LIVE 2012 у Франкфурті в Jahrhunderthalle. Також після успішного концертного туру Klangwelten в 2011 році, Крістофер фон Дейлен вирішив продовжити його в 2013 році.
1 липня 2013 року на офіційному сайті проекту, а також на сторінці у фейсбуці було оголошено про новий альбом, що вийде 30 серпня 2013 року під назвою «Opus». Відомо, що альбом стане певним експериментальним поєднанням електронної музики з класичною. Мелодії Рахманінова «Rhapsody On A Theme Of Paganini op. 43», Дебюссі «Reverie» будуть присутні на диску.
2 березня 2014 року мав відбутися концерт в Україні, у зв'язку з російським військовим вторгненням його було скасовано.
В червні 2024 року концерти відбулися у Львові та Києві.

## Дискографія
- Zeitgeist (1998)
- Weltreise (2001)
- Leben (2003)
- Tag Und Nacht (2005)
- Sehnsucht (2008)
- Atemlos (2010)
- Sonne (5 жовтня 2012)
- Opus (30 серпня 2013)
- Future (26 лютого 2016)
- Morgenstund (22 березня 2019)
- Summer in Berlin (12 лютого 2021)